# OTX1
OTX1‏ (Orthodenticle homeobox 1) هوَ بروتين يُشَفر بواسطة جين OTX1 في الإنسان.